# Jack King
James Patton King, detto Jack (Birmingham, 4 novembre 1895 – Los Angeles, 4 ottobre 1958), è stato un animatore e regista statunitense, noto soprattutto per il suo lavoro presso la Walt Disney Productions.

## Esordi
Iniziò la sua carriera durante l'era del cinema muto, lavorando come animatore per l'Hearst International Studio dal 1916 al 1918 e per Goldwyn-Bray nei primi anni venti; esordì anche come regista tra il 1920 e il 1921 con Judge Rummy delle Bray Productions, proseguendo entrambe le mansioni fino a metà degli anni venti per Winkler Pictures sul noto personaggio di Krazy Kat.
King sfruttò con successo il passaggio dal muto al sonoro e riuscì a trasferirsi sulla costa ovest degli Stati Uniti, unendosi ai Disney studios come animatore nel 1929.

## Warner Bros.
Nel 1933, si trasferì presso la neonata Leon Schlesinger Productions, che produceva i Looney Tunes e le Merrie Melodies per la Warner Bros., lavorando inizialmente come animatore sotto la regia di Earl Duvall. Un anno più tardi, Duvall fu licenziato in seguito a un litigio dettato dall'alcol con Schlesinger, e King venne promosso a regista, arrivando a dirigere molti dei cartoni animati dello studio con protagonista il personaggio di Buddy.

## Ritorno alla Disney
Dopo due anni, King fu invitato a tornare alla Disney, invito che seguì alla fine del 1936. Parte della motivazione che lo spinse ad accettare fu la promessa di poter dirigere cartoni a colori (Friz Freleng e Tex Avery erano gli unici registi autorizzati da Schlesinger durante gran parte degli anni trenta).
Lavorando come uno dei registi d'animazione di punta della Disney, King diresse molti classici cartoni di Paperino e fu aiuto regista in lungometraggi quali Pinocchio e Dumbo, fino al suo pensionamento nel 1948.

## Filmografia
- The Phantom Ship (1931)